# 성민규
성민규(1982년 7월 8일 ~ )는 대한민국의 야구인이다. KIA 타이거즈에 2007년 2차 4라운드 지명을 받아 입단했으나 1년만에 퇴단한 후 시카고 컵스 산하 마이너에 입단했던 이력이 있으며, 이후 해설가 등으로 활동하다가 2019년 시즌 종료를 앞두고 롯데 자이언츠의 단장으로 선임됐다. KBO 리그에서 가장 젊은 나이에 임명된 야구단 단장으로 임명 당시 많은 관심을 끌었다.

## 개요
2007 드래프트 2차 4라운드, 전체 32순위로 KIA 타이거즈에 입단했던 이력이 있다. KIA 퇴단 후 시카고 컵스 산하의 마이너에 있다가, 만 26세의 나이로 은퇴하고 싱글A 코치로 보직을 바꾸는 이례적인 선택을 했다.
마이너리그에서 이대은, 이학주 등 해외 진출 선수들을 지도했던 이력이 있으며, 이러한 능력을 인정받아 ‘환태평양 스카우팅 슈퍼바이저 겸 특별 보좌관’ 자리에까지 오르는 등 컵스 구단의 신임을 받았다. 이후 2012년부터 MBC SPORTS+에서 메이저리그 전문 해설위원을 역임하다가 2019년 9월 3일, 지난 7월 성적 부진 등을 사유로 사퇴한 이윤원 전 단장의 후임으로 롯데 자이언츠의 신임 단장으로 임명됐다.

## 프런트 경력

### 롯데 자이언츠단장
단장으로 임명됨과 동시에 리그 최연소 단장이라는 점으로 야구 팬들을 놀라게 했다.
롯데의 단장에 취임한 직후 '프로세스'라는 단어를 강조했다. 그러한 말에 걸맞게 KBO 리그에서 보기 어려웠던 파격적인 행보를 선보였다. 부진했던 윤길현, 김사훈 등의 선수들을 대거 방출한 것을 시작으로 선수단 새판짜기에 나선 그는 2차 드래프트 이후 포수 지성준을 투수 장시환과의 트레이드로 영입해 고질적인 포수난을 해결하려 했으나 리그 최악의 포수 WAR을 기록하는 등 해결하는데 실패했다. 2022년에 포수 유강남을 총액 80억에 영입하고, 행크 콩거를 배터리코치로 선임했다. 이어 내야수 안치홍의 FA 이적 때에도 2+2 옵트아웃 옵션을 제시, 합리적인 계약을 이끌어내며 야구 팬들에게 다시금 주목받기도 했다.
2021년 신인 지명에서는 미국 진출설이 강하게 돌았던 덕수고 내야수 나승엽을 2차 1순위로 지명한 후, 그를 설득하여 롯데에 입단시키는 데 성공했다.
2023년 시즌 후 김태형 감독과의 미팅을 마지막으로 박준혁 인사팀장에게 단장직을 넘겼다.